# Saint-Ouen-la-Rouërie
Saint-Ouen-la-Rouërie (bretonsky Sant-Owen-Reoger) je bývalá obec v departementu Ille-et-Vilaine v Bretani v severozápadní Francii. Dne 1. ledna 2019 byla společně s několika dalšími obcemi (Antrain, La Fontenelle a Tremblay) sloučena do nového sídla s názvem Val-Couesnon.

## Poloha
Obec leží 47 km severovýchodně od Rennes a 21 km jižně od Mont Saint-Michel na hranici s Normandií.
Sousedními obcemi jsou Sacey a Montanel v departementu Manche a Coglès, 
Tremblay a Antrain v departementu Ille-et-Vilaine.

## Vývoj počtu obyvatel
Obyvatelé obce jsou ve francouzštině nazýváni audoniens.

## Památky
- Château de la Rouërie z 18. století